# Maxine Nightingale
Maxine Nightingale, nascida em 02 de novembro de 1952 em Wembley, Londres é uma cantora de R&B britânica. Ela é mais conhecida por seus sucessos na década de 1970, como "Right Back Where We Started From" (1975, Reino Unido e 1976, EUA), "Love Hit Me" (1977), "Lead Me On" e "Got To Be The One" (1979).